# Drosophila converga
Drosophila converga är en tvåvingeart som beskrevs av Heed och Wheeler 1957. Drosophila converga ingår i släktet Drosophila och familjen daggflugor.
Artens utbredningsområde sträcker sig från El Salvador till Trinidad.